# Yevgeniya Kanayeva
Yevgeniya Olegovna Kanayeva, em russo: Евгения Олеговна Канаева, conhecida mundialmente como Evgenia Kanaeva, (2 de abril de 1990, Omsk, União Soviética) é uma ex-ginasta russa, que competiu em provas da ginástica rítmica, bicampeã olímpica em Pequim 2008 e Londres 2012, tricampeã mundial e pentacampeã europeia do concurso geral. Considerada a ginasta mais bem sucedida na história da modalidade, pela quantidade de medalhas de ouro conquistadas em competições oficiais da Federação Internacional de Ginástica, Kanaeva detém um total de dezoito medalhas em Campeonatos Mundiais de Ginástica Rítmica, sendo dezessete de ouro e uma de prata.
Kanaeva foi a primeira atleta da modalidade a conquistar todos os ouros possíveis em uma única edição de um Campeonato Mundial de Ginástica Rítmica em 2011  e a primeira a ganhar os três ouros da disputa individual geral de um ciclo olímpico. Ao longo da carreira, conquistou um total de 78 medalhas de ouro, somente em competições internacionais.
Em sua primeira participação olímpica, na edição de 2008, realizada em Pequim, Kanaeva conquistou a medalha de ouro no Individual Geral, sendo a terceira russa a conquistar tal título. Na edição de Londres dos jogos, em 2012, Kanaeva mais uma vez conquistou o título olímpico do individual geral, tornando-se a primeira ginasta rítmica a realizar tal feito.

## Biografia
Filha de Svetlana Kanaeva, uma ex-ginasta rítmica, e de Oleg Kanayev, um treinador de luta greco-romana, Yevgeniya Olegovna Kanayeva iniciou na ginástica aos seis anos em 1996. O seu primeiro evento internacional foi em 1996.
Em 2002, aos 12 anos de idade Yevgenia mudou-se da sua cidade-natal de Omsk, na Sibéria, para se juntar ao centro de treino de ginástica rítmica de Novogorsk, sede da equipe russa, Gasprom, onde as suas treinadoras foram Elena Arajs, Vera Shtelbauns e Irina Viner.
Logo após ganhar duas olimpíadas seguidas (em: Pequim 2008 e Londres 2012) e após anunciar que iria retirar-se da modalidade, no dia 04 de dezembro de 2012, Evgenia Kanaeva ganhou o cargo de vice-presidente da Federação Russa de Ginástica Rítmica.

## Carreira como ginasta
Em 2006, a ginasta disputou a sua primeira Copa do Mundo de Ginástica Rítmica, em Portimão no Portugal, na qual conquistou a sua primeira medalha de ouro nas maças, além de uma medalha de prata na fita e a sexta posição na corda. Na etapa de Corbeil-Essonnes, na França, conquistou mais uma medalha de ouro, agora na bola, com a nota 16,350. Também atingiu sua segunda medalha de prata na fita e dois quartos lugares nas  maças e na corda. Na "Final da VII Copa do Mundo de 2006" realizada em Mie no Japão, sem atingir notas para medalhas, ficou com dois quintos lugares nas maças e na fita.

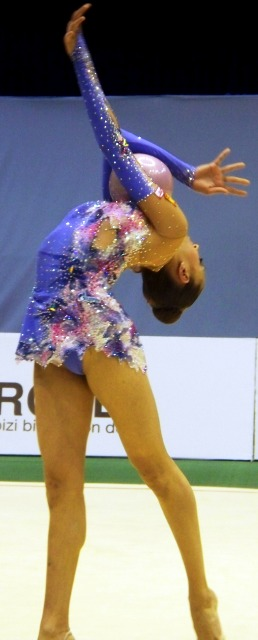
Kanaeva se apresentando com a bola em 2009.

Em 2007, no ano seguinte, na etapa de Liubliana na Eslovênia, conquistou a medalha de prata nas maças e a medalha de bronze na corda. Em março de 2007, na etapa de Kiev na Ucrânia, conquistou a medalha de prata na fita após atingir a nota 17,550. Nas finais da corda e do aro encerrou nas quartas posições. No individual geral, ficou com a terceira posição ao totalizar 68350 pontos. Dois meses mais tarde, disputou a etapa de Corbeil-Essonnes na França, na qual conquistou três medalhas de ouro: na fita, no aro e na corda. Nas maças terminou na quinta posição.
Em março de 2008, disputou a etapa de Kiev, na qual conquistou a medalha de prata nas maças e duas medalhas de bronze na corda e no aro. No mês de abril de 2008, disputou a etapa de Maribor na, Eslovênia e conquistou medalhas nas quatro provas disputadas, três ouros: nas maças, com a nota 18,375, na corda com a nota 18,775, e na fita com a nota 18,700, e também uma medalha de prata no aro. No mesmo mês, na etapa de Portimão em Portugal, conquistou quatro medalhas de ouro, todas nas provas individuais por aparelhos: nas maças totalizou 18,900, na fita, 18,600, no aro, 18,750, e na corda, 18,750. Em maio, na etapa em Corbeil-Essonnes na França, continuou a prevalecer nas provas individuais, nas quais conquistou três medalhas de ouro, nas maças com a nota 18,950, no aro com a nota 18,825, e na corda com a nota 18,800 e também uma de prata na fita após somar 18,250, perdendo apenas para a ucraniana Anna Bessonova, que encerrou com a nota 18,800. Mais adiante, em julho, na cidade de Astana, no Cazaquistão, conquistou mais duas medalhas de ouro, novamente nas maças, com a nota 18,900, e no aro, com a nota 18,575, e duas medalhas de prata na fita com a nota 18,475, e na corda, com a nota 18,550, ficando atrás de sua compatriota Vera Sessina em ambas as provas. Ainda no mês de julho, disputando em Irkutsk, na Rússia, conquistou quatro medalhas de ouro, todas individuais, uma por aparelho.
Em campeonatos europeus, a estreia da atleta foi em 2007. No final do mês de junho de 2007, disputou o Campeonato Europeu de Ginástica Rítmica em Baku no Azerbaijão. Na fase de classificação ficou com a primeira posição com a nota 18,000 na fita. Na final conseguiu manter a liderança, e com a nota 18,275, ficou com a medalha de ouro no aparato, que foi a sua primeira medalha europeia como uma atleta sênior (maior).
Em 2008, pouco antes de disputar os Jogos Olímpicos em Pequim, foi disputar a grande final do Campeonato Europeu de Ginástica Rítmica na cidade de Turim na Itália. Lá, conquistou a medalha de ouro no individual geral, com a nota 75,725.

## Saída da ginástica
Em 04 de dezembro de 2012, anunciou a sua saída oficial da ginástica rítmica; pois afirmava que para ser campeã tem que se dedicar todo o dia integralmente, e ela optou por parar no topo como uma bicampeã olímpica.

## Treinadora
Desde fevereiro de 2020, Kanaeva tem trabalhado como treinador para novas ginastas russas.

## Campeonato Mundial de Ginástica Rítmica

### Patras 2007
O seu primeiro campeonato mundial foi na cidade de Patras na Grécia. Ao contrário da maioria das competições onde priorizou as provas individuais, acabou não disputando muitos eventos, porém ajudou junto com Alina Kabaeva, Vera Sessina e Olga Kapranova, a Rússia a ficar com a medalha de ouro na competição por equipes com nota 183,050, contra 168,775 da Bielorrússia. ficou com a quarta posição na fita, mas como as suas compatriotas Vera Sessina e Olga Kapranova ficaram na sua frente, ela não poderia disputar a final, já que apenas duas representantes de cada país podem disputar a final em cada aparelho.

### Mie 2009
Em sua segunda participação em mundiais, Kanayeva entrou para história como a primeira ginasta a conquistar seis medalhas de ouro em mundiais de ginástica rítmica. Venceu as provas individuais de corda, arco, bola e fita, o individual geral e a competição por equipes, ao lado de Daria Kondakova, Daria Dmitrieva e Olga Kapranova.

## Jogos Olímpicos

### Pequim 2008
Kanayeva chegou a Pequim como uma das favoritas a conquista da medalha de ouro no individual geral de Pequim. Na fase classificatória já demonstrou o seu favoritismo, ficando com a maior nota em três dos quatro aparelhos.
Na final ficou com a melhor nota em todos os aparelhos, 18,850 na corda, 18,850 no aro, 18,950 nas maças, e 18,850 na fita, somando 75,500 pontos, e encerrando com a medalha de ouro, já que a bielorrussa Inna Zhukova ficou com 71,925 pontos, mais de três pontos e meio atrás.

### Londres 2012
No evento das olimpíadas de Londres 2012, Kanayeva ganhou medalhe de ouro no individual geral de Londres, se tornando oficialmente uma bicampeã olímpica na modalidade.

## Interesses
Enquanto ainda competia, Kanaeva expressou interesse em aprender a desenhar e tocar piano após a sua carreira esportiva. Ela também está interessada em estudar línguas estrangeiras e assuntos relacionados à informática. De acordo com sua mãe, Kanaeva economizava os seus prêmios em dinheiro para uma educação.

## Casamento e maternidade
Em 08 de junho de 2013, Kanaeva se casou com o jogador de hóquei no gelo Igor Musatov, que joga pelo HC Slovan Bratislava da Kontinental Hockey League (KHL).
Em agosto de 2013, pouco mais de três meses após o casamento, a sua ex-técnica Irina Viner anunciou oficialmente que Kanayeva estava grávida pela primeira vez.
Em 19 de março de 2014, Kanaeva deu à luz o primeiro filho do casal, um menino chamado: Vladimir Musatov.

## Principais resultados
| Ano  | Evento                     | AA              |                 |                  |                 |                 |                 | G3+2            | G5 | GG |
| ---- | -------------------------- | --------------- | --------------- | ---------------- | --------------- | --------------- | --------------- | --------------- | -- | -- |
| 2007 | Campeonato Europeu         | 67º             | Medalha de ouro |                  |                 | —               | —               | —               | —  | —  |
| 2007 | Campeonato Mundial         | 123º            | 4º (Q)          |                  |                 |                 | —               | Medalha de ouro |    |    |
| 2008 | Campeonato Europeu         | Medalha de ouro | —               | —                | —               | —               | —               | —               |    |    |
| 2008 | Jogos Olímpicos de Pequim  | Medalha de ouro | —               | —                | —               | —               | —               |                 | —  | —  |
| 2009 | Jogos Mundiais             | —               | Medalha de ouro | Medalha de ouro  | —               | Medalha de ouro | Medalha de ouro | —               | —  | —  |
| 2009 | Campeonato Mundial         | Medalha de ouro | Medalha de ouro | Medalha de ouro  | —               | Medalha de ouro | Medalha de ouro | Medalha de ouro |    |    |
| 2010 | Campeonato Mundial         | Medalha de ouro | 3º (Q)          | Medalha de prata | —               | Medalha de ouro | Medalha de ouro | Medalha de ouro |    |    |
| 2011 | Campeonato Mundial         | Medalha de ouro | Medalha de ouro | —                | Medalha de ouro | Medalha de ouro | Medalha de ouro | Medalha de ouro |    |    |
| 2012 | Jogos Olímpicos de Londres | Ouro            |                 |                  |                 |                 |                 |                 |    |    |

- Legenda: G3+2 - 3 arcos + 2 maças; G5 - 5 cordas; GG - Grupo Geral; Q - Classificação; — - Não houve a prova.